# Берегове (Теренкольський район)
Берегове́ (каз. Береговое) — село у складі Теренкольського району Павлодарської області Казахстану. Адміністративний центр Берегового сільського округу.
Населення — 1094 особи (2021; 1096 у 2009, 1324 у 1999, 1652 у 1989).
Національний склад станом на 1989 рік:
- росіяни — 43 %;
- казахи — 26 %.